# 貞内王
貞内王（さだうちおう、生没年不詳）は、平安時代初期から前期にかけての皇族。名は真内王とも記される。桓武天皇の孫か。官位は従四位上・下野権守。

## 経歴
仁明朝末の嘉祥2年（849年）二世王の蔭位により无位から従四位下に直叙され、文徳朝の嘉祥4年（851年）次侍従に任ぜられる。
清和朝に入ると、貞観5年（863年）従四位上に叙せられ、貞観8年（866年）下野権守として地方官に転じた。

## 官歴
『六国史』による。
- 嘉祥2年（849年） 正月7日：従四位下（直叙）
- 嘉祥4年（851年） 4月1日：次侍従
- 貞観5年（863年） 正月7日：従四位上
- 貞観8年（866年） 2月13日：下野権守